# مجتبی ترشیز
مجتبی ترشیز (زاده ۶ فرودین ۱۳۵۷) بازیکن فوتبال اهل ایران است.
وی سابقه بازی در تیم‌های نساجی، استقلال اهواز، تراکتورسازی، مس سرچشمه، فجرسپاسی و مس کرمان را دارد.